# Römische Ruwerwasserleitung

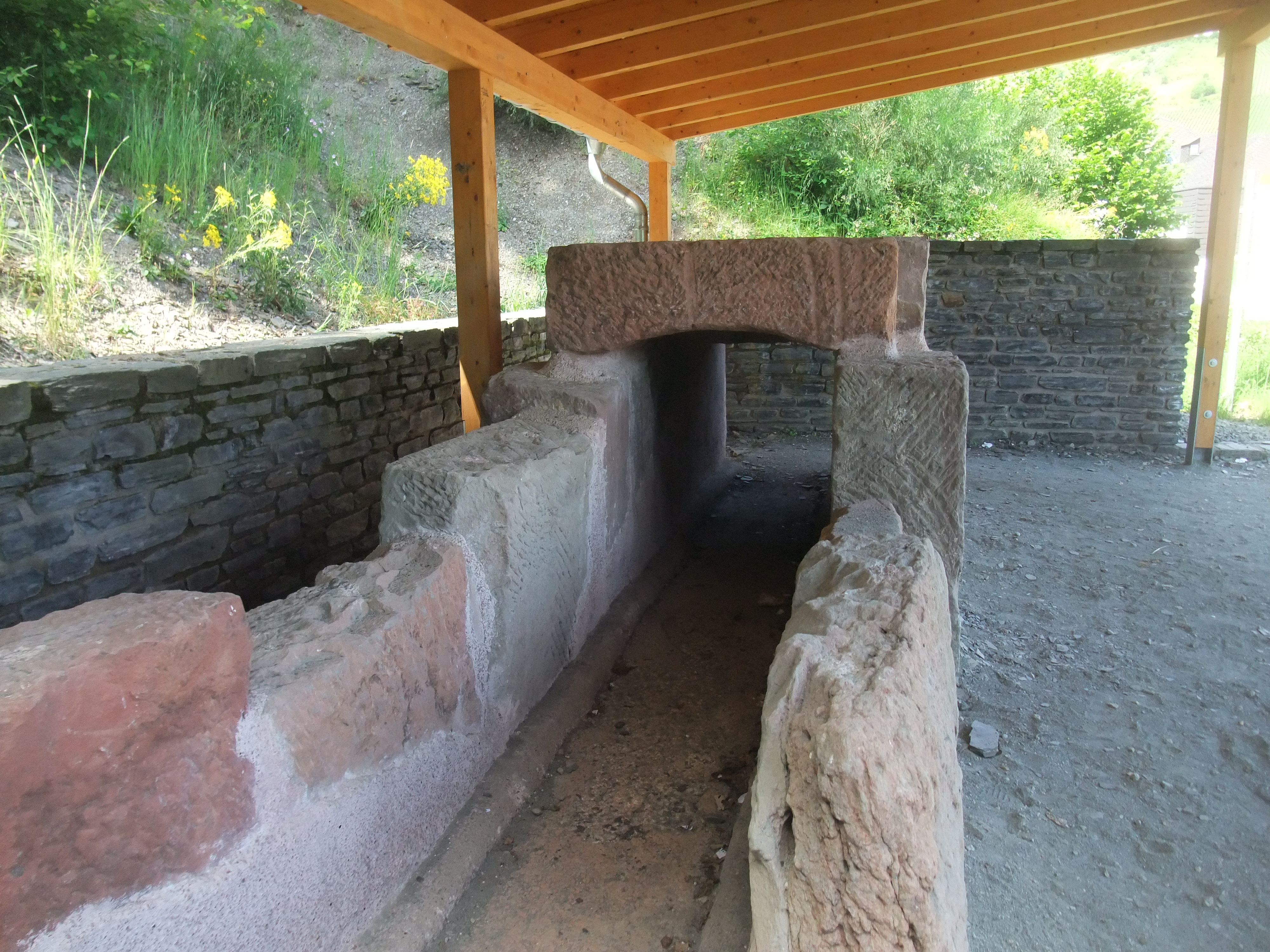
Reste des Originals der römischen Ruwerwasserleitung in Waldrach

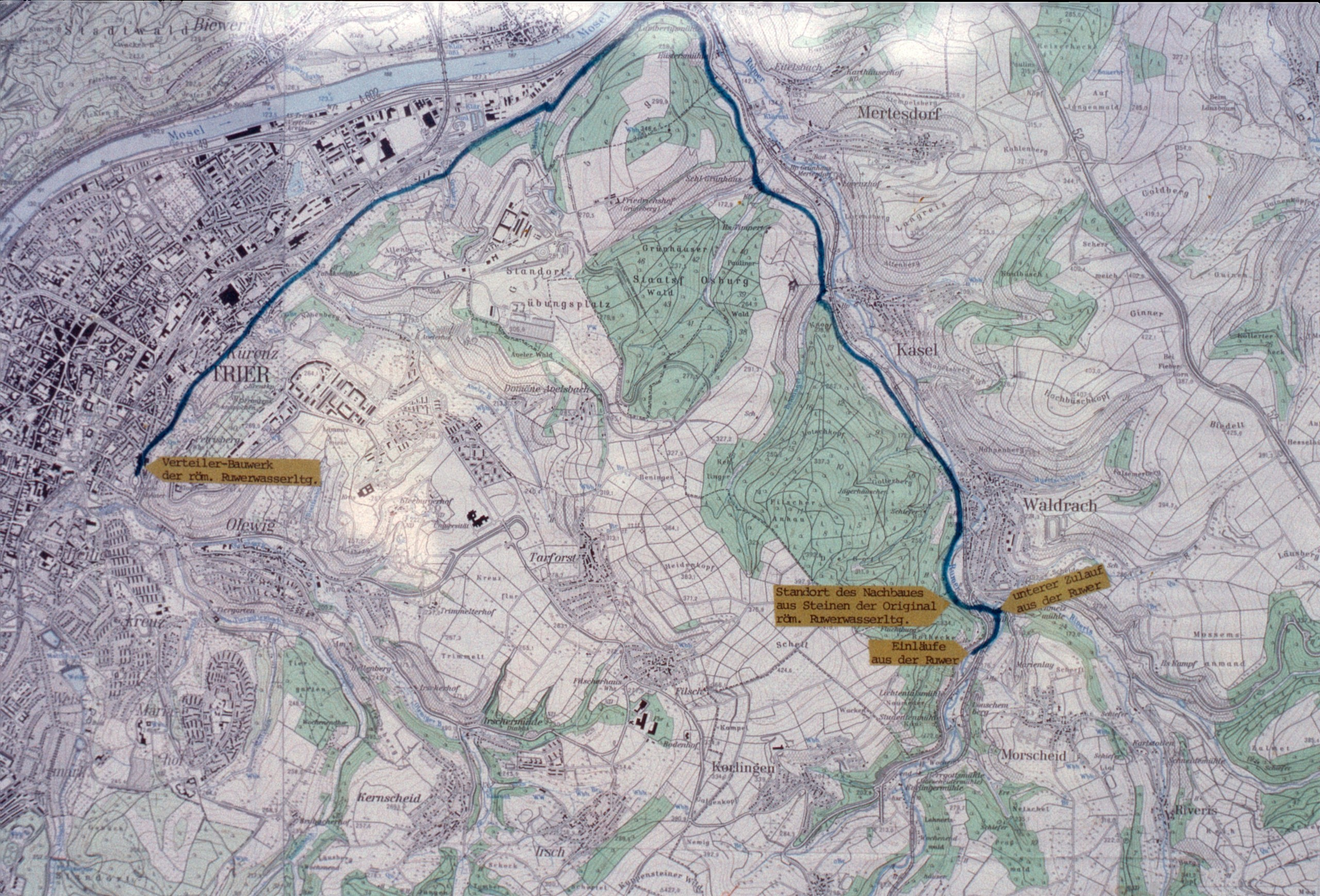
Verlauf der Wasserleitung

Die Römische Ruwerwasserleitung versorgte das antike Trier (Augusta Treverorum) mit Wasser aus der Ruwer, einem rechten Moselzufluss. Die Entnahme des Wassers erfolgte etwa 200 Meter oberhalb der Riverismündung in die Ruwer bei Waldrach auf etwa 160 m ü. NHN (49° 44′ 19,8″ N, 6° 44′ 44,8″ O).
Das Aquädukt mit einer Länge von 12,8 Kilometern und einem Gefälle von 7,74 Metern (= 0,6 ‰) führte durch das Ruwertal und am Grüneberg vorbei über das Avelertal nach Trier in den Bereich nördlich des Amphitheaters, von wo das Wasser in Brunnen und Wasserspeicher weitergeleitet wurde. Das Wasser wurde auch für den Betrieb der Kaiserthermen und der Barbarathermen verwendet.
Die Anlage wurde im frühen 2. Jahrhundert aus Sandsteinquadern, Schieferbruchsteinen und Kalkmörtel errichtet und führte teilweise über Brückenkonstruktionen. Die Breite des Kanals betrug 74 cm, die Höhe 96 cm. Die mittlere Wasserdurchlaufhöhe betrug etwa 60 cm, abzulesen an den Sinter- und Verputzspuren an den Kanalwangen.
Die Leistungsfähigkeit, bezogen auf die mittlere Fließgeschwindigkeit der Ruwer von etwa 0,29 m³/s ergibt etwa 25.000 m³ pro Tag und somit mehr als 9 Millionen m³ pro Jahr. Diese Menge entspricht ungefähr dem Trinkwasserbedarf der heutigen Stadt Trier.
Eine Rekonstruktion der römischen Wasserleitung befindet sich bei Waldrach an der Ruwertalstraße (Kreisstraße 12) in Richtung Korlingen an der touristischen Straße der Römer.
Reste des Originals der Wasserleitung wurden in Waldrach im Bereich des ehemaligen Bahnhofes unmittelbar am Ruwer-Hochwald-Radweg freigelegt.
Auf einem Betonsockel wurde ein kurzes Stück dieser Wasserleitung nachgebaut, um die Bauweise und den Querschnitt zu demonstrieren. Das Baumaterial entstammt der originalen römischen Wasserleitung, die 1974 bei der notwendig gewordenen Verlegung der Ruwertalstraße in unmittelbarer Nähe abgebaggert werden musste. 

Der größte Teil dieses bedeutenden Bauwerks aus der Römerzeit liegt jedoch heute noch im westlichen Ruwertalhang in der Erde verborgen.

In dem Gebäude der ehemaligen Löwenbrauerei Trier, Bergstraße, waren Teile der Ruwerwasserleitung zu besichtigen.
Das überschüssige Wasser wurde damals der städtischen Kanalisation zugeführt. Heute erhält die Stadt Trier ihr Trinkwasser zum Teil wieder aus dem gleichen Wassereinzugsgebiet des Hochwaldes, aus der Riveristalsperre.